# Johann Gramann
Johann Gramann o Graumann, també conegut com a Johannes Poliander (Neustadt an der Aisch, 5 de juliol de 1487 - Königsberg, 29 d'abril de 1541) va ser un pastor, teòleg, professor, humanista, reformista, escriptor i líder luterà alemany. Gramann va ser rector de la Thomasschule, a Leipzig. El 1519, Gramann va ser secretari de Johannes Eck en el debat de Leipzig, on va conèixer a Martí Luter i tots dos van participar en la Reforma Protestant.
Gramann va ser un ferm partidari del duc Albert I de Prússia en la creació de la Universitat de Königsberg. En els seus últims anys de vida, va donar la seva col·lecció personal de mil llibres al Consell d'Altstadt, contribuint així a la després fundada Biblioteca de Königsberg. Va escriure diversos textos religiosos en alemany i en llatí, i diversos d'aquests textos van ser usats en les composicions musicals del famós compositor Johann Sebastian Bach.